# Circassians
Els circassians són un poble originari de Circàssia, una regió del nord del Caucas. Des de la fi del segle xvii, l'Imperi Rus va començar una guerra imperialista per annexionar aquest territori i obtenir el control del mar Negre. La guerra russo-circassiana va començar el 1763 i es va acabar amb el genocidi circassià entre 1860-1867. Després del genocidi entre 80 i 97% de la població circassiana va perir en el procés.

Els que no van ser massacrats es van veure obligats a migrar a l'Imperi Otomà, Israel i altres zones del Llevant, però gairebé la meitat va morir en el viatge per les males condicions. Històricament s'han lligat també amb les dinasties regnants a Egipte i l'Iran. La majoria de circassians viuen de l'agricultura, practicada per nuclis familiars extensos i amb codis tradicionals de conducta, si bé l'acme de les ciutats ha fet canviar en gran part aquests rols. Les religions majoritàries entre els circassians són l'islam i el cristianisme.

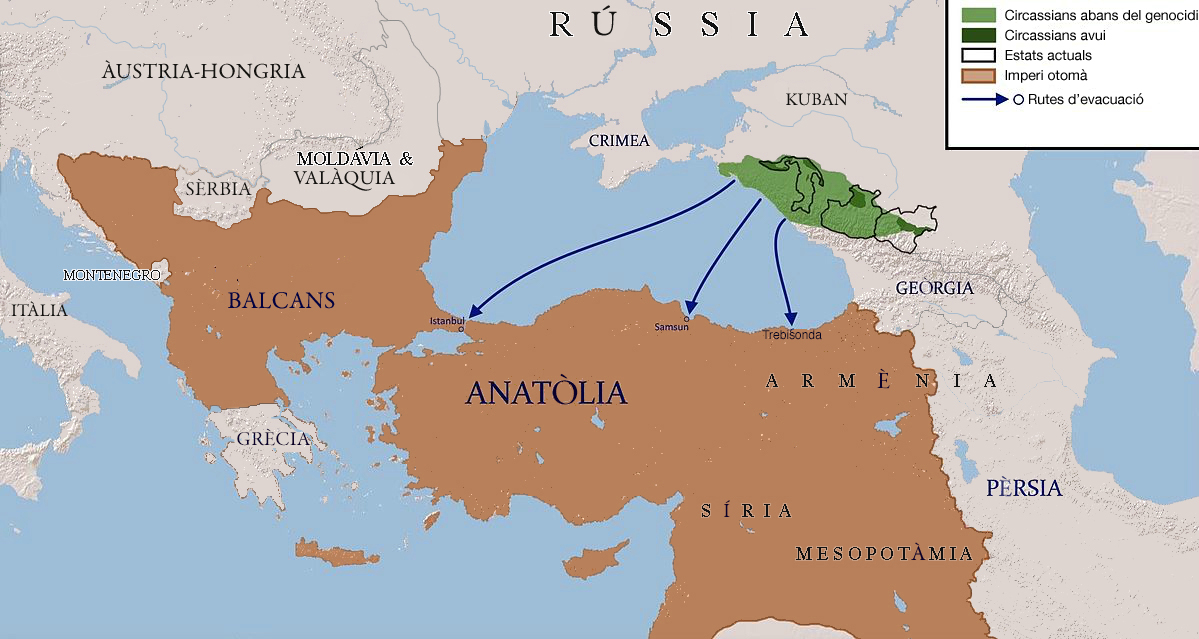
Mapa de la situació dels circassians abans i després de la diàspora

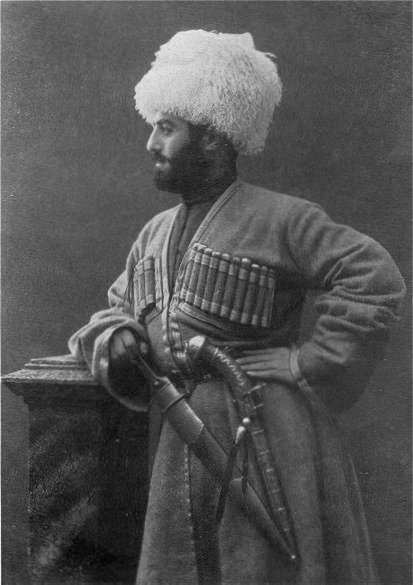
Vestimenta d'homes circassians

Els principals grups circassians són els adigués, els txerquessos, els beslenei i els kabardins.

## Hàbits i costums

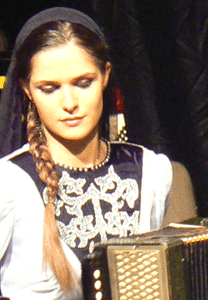
Noia circassiana

Els kabardins foren els qui menys resistència oferiren al govern rus, i per això els seus caps assoliren la consideració dels vencedors. Van arribar fins i tot a assolir alts graus en l'exèrcit de l'Imperi. Al costat, a les fonts del Kuban i termener amb el territori del kabardins, es troben els karatxais, d'idioma ural-altaic, que lluitaren a favor de Rússia contra els seus veïns, raó per la qual continuen tenint les terres dels seus avantpassats.
Més al nord d'aquests, en les riberes del Kuban, habiten les restes dels qui no emigraren, dels adiguesos o vertaders circassians, que durant tant de temps van combatre contra els cosacs i van anar abandonant de mica en mica les valls dels tributaris superiors del Kuban, ara desertes.